# ブラニェヴォ
ブラニェヴォ（ポーランド語: Braniewo、[braˈɲevɔ]）は、ポーランド北部のヴァルミア＝マズールィ県にある町。ブラニェヴォ郡の中心都市である。人口1万6907人（2021年）。
ヴァルミア地方ではオルシュティンに次ぐ第二の都市である。ドイツ語名はブラウンスベルク・イン・オストプロイセン (Braunsberg in Ostpreußen) 、リトアニア語名はプルーサ (Prūsa)。

## 地理
ヴィスワ潟からおよそ5キロメートルのパスウェンカ川沿いに位置する。エルブロンクの北東35キロメートル、カリーニングラードの南西55キロメートルにあたる。国道54号線で6キロメートルほど北へ行くと、ロシアのカリーニングラード州との国境に至る。

## 歴史

### 中世
ドイツの地理学者ヨハン・フリードリヒ・ゴールドベック（1748年 - 1812年） によると、町はもともとモラヴィアのオロモウツの司教「シャウエンブルクのブルーノ」（1205年 - 1281年） に由来するブルンスベルク (Brunsberg) という地名だった。司教は1254年と1267年にボヘミア王オタカル2世に随従し、ドイツ騎士団による古プロイセン人征服にも参加した。ブルンスベルクは「プロイセン人の軍営」という意味のブルーセベルゲ (Brusebergue) に由来するという説もあるが、確証はない。なお、シャウエンブルクのブルーノはボヘミアのブルシュペルク村（ドイツ語名ブラウンスベルク）を建設したことでも知られる。
1243年には、ブルンスベルクを含むヴァルミア（エルムラント）地方が、ドイツ騎士団から新設されたエルムラント司教区に譲渡された。司教は町内に聖堂を建立し、主な住まいとした。1254年にリューベック法にもとづく都市権を保障されたが、1261年の第二次プロイセン反乱で町は破壊され、人口も減少した。その後、リューベックから多くの入植者が移り住み、1273年に新たな土地に市街が再建された。1284年には再びリューベック法の都市憲章が与えられたが、次期司教ハインリヒ・フレミング（1278年 - 1300年）は、都市憲章をブラウンスベルクからはく奪し、代わりにフラウエンベルク（現在のフロンボルク）市に付与した。
1296年にはフランシスコ会の修道院が建立され、1342年には「新市街」が建設された。ヴァルミア地方最大の商業・港湾都市として町は繁栄し、1608年までハンザ同盟にも加入していた。長くドイツ騎士団国の一部であったが、1466年に十三年戦争の講和条約として第二次トルニの和約が締結されると、新設された王領プロイセンに組み込まれ、ポーランド王国の支配下となった。
1525年にドイツ騎士団国が世俗化してプロシア公領が成立すると、その領民の多くはルーテル派に改宗した。プロシア公アルブレヒト（ドイツ騎士団長）はヴァルミア地方の併合を画策したため、ブラニェヴォのカトリック教徒はプロテスタントのプロシアから庇護してもらうため、ポーランド王に臣従を誓った。1526年、ポーランド王国は町を以前の領主であるエルムラント司教マウリティウス・フェルバーに返還した。ヴァルミア全域でみられたように、ブラウンスベルク市民も教皇の臣下である司教に忠誠を誓った。そのため、民族的にはドイツ人が多数を占めながら、ヴァルミア地方ではローマ・カトリックが優勢であり続けた。1772年のポーランド分割でプロイセン領となって以降も、この傾向は続いた。

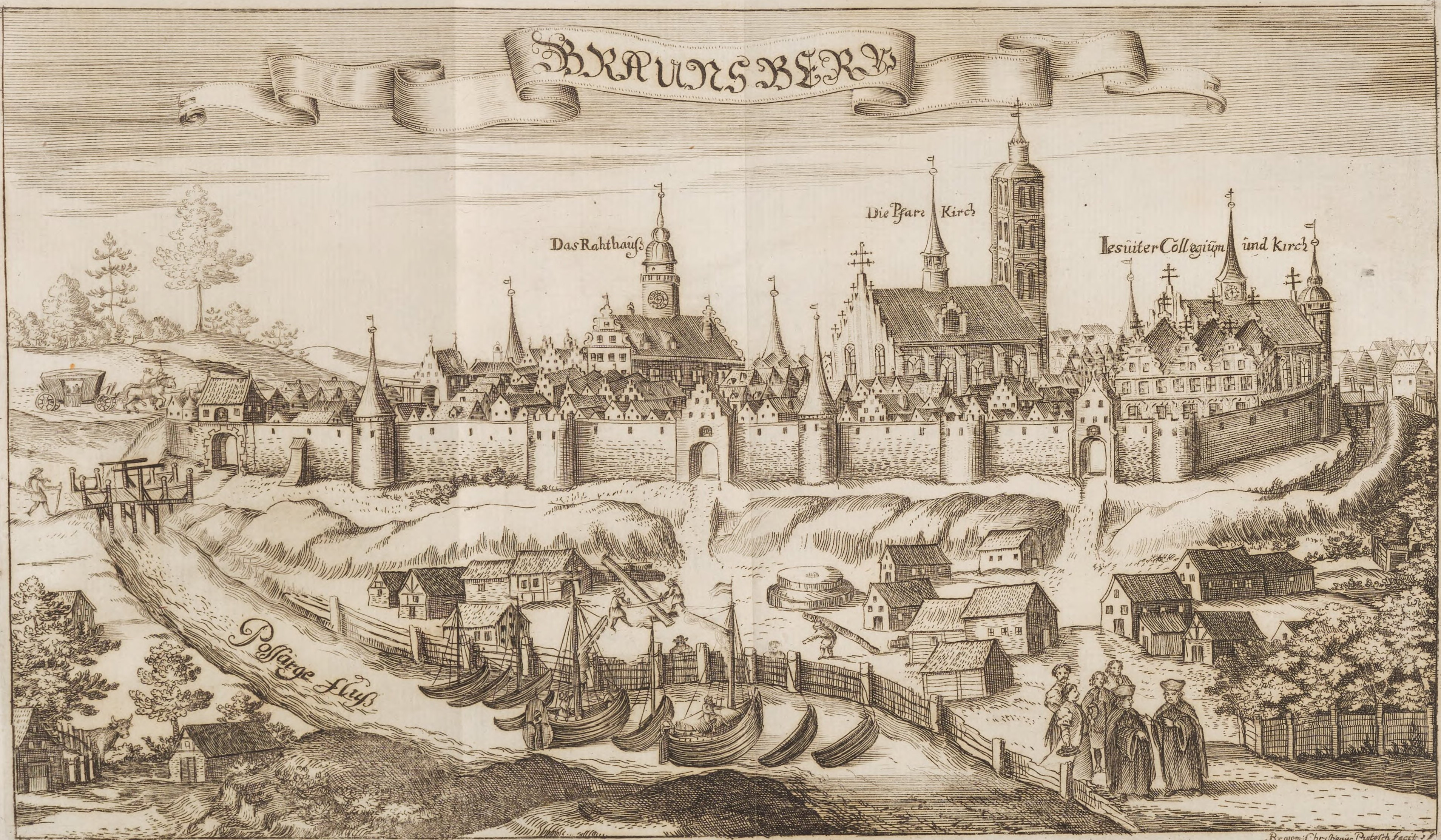
17世紀のブラニェヴォ市街（クリストフ・ハルトクノッホ画）

16世紀のリヴォニア戦争で、ブラニェヴォはルーテル派のスウェーデンに3年間ほど占領されたが、司教スタニスワフ・ホジュシュ（1504年 - 1579年）がイエズス会の学院「コレギウム・ホシアヌム」を設立すると、ルーテル派は再び抑圧された。学院には1564年に神学校が併設され、さらにグレゴリウス13世の時代には、北欧・東欧諸国への宣教師を養成するコースも新設された。ブラウンスベルクの人レギーナ・プロットマンは町内に聖カタジナ姉妹修道会を設立し、1583年に教会の公認を受けた。イエズス会の神学者アントニオ・ポッセヴィーノは1580年代、台頭するプロテスタントの動きに対抗するため、ブラニェヴォの学院の拡大に尽力した。

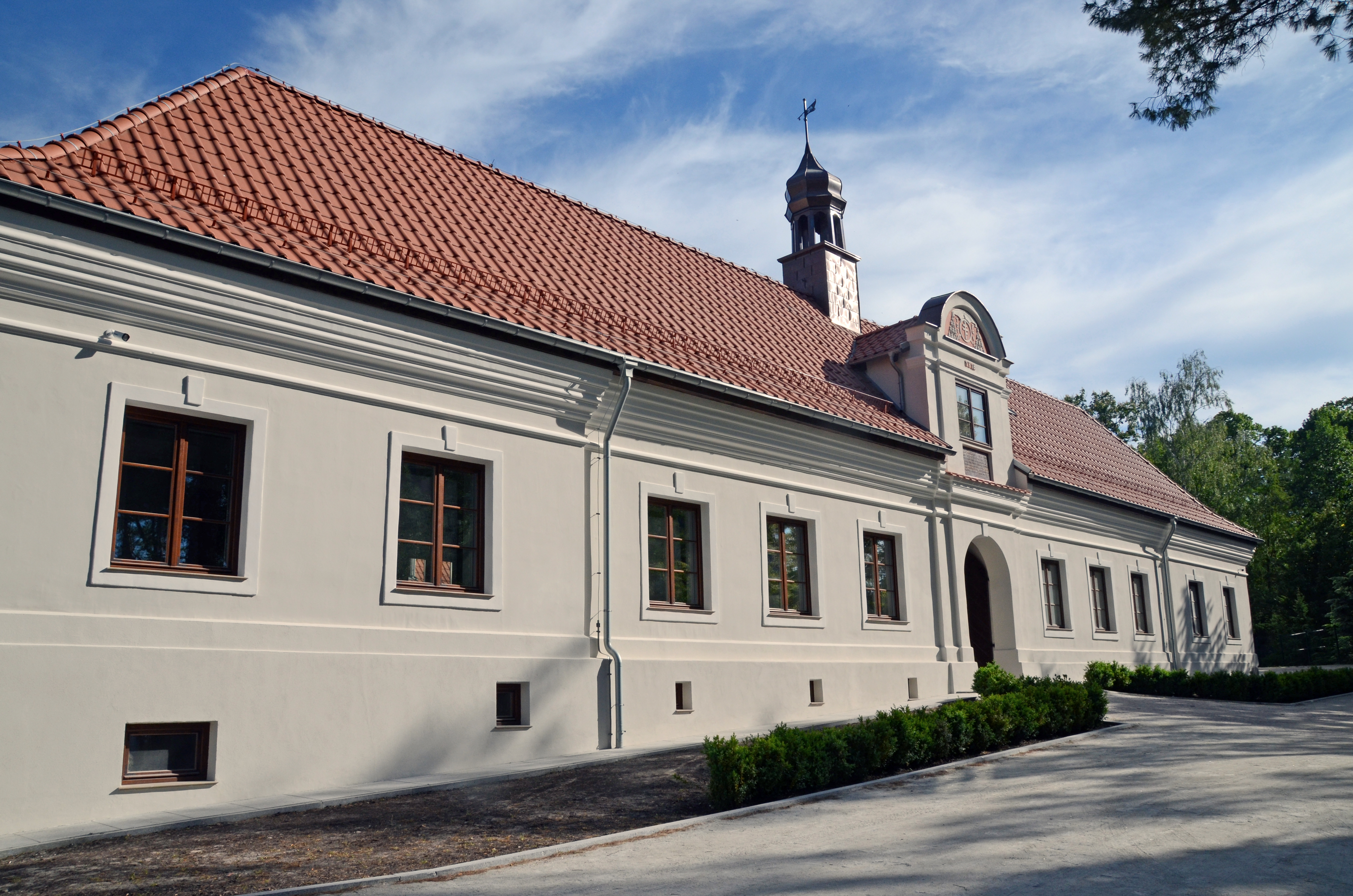
ポトツキ邸

その後、1772年の第一次ポーランド分割で町はプロテスタントのプロイセン王国に併合され、翌年新設された東プロイセン州に組み込まれた。

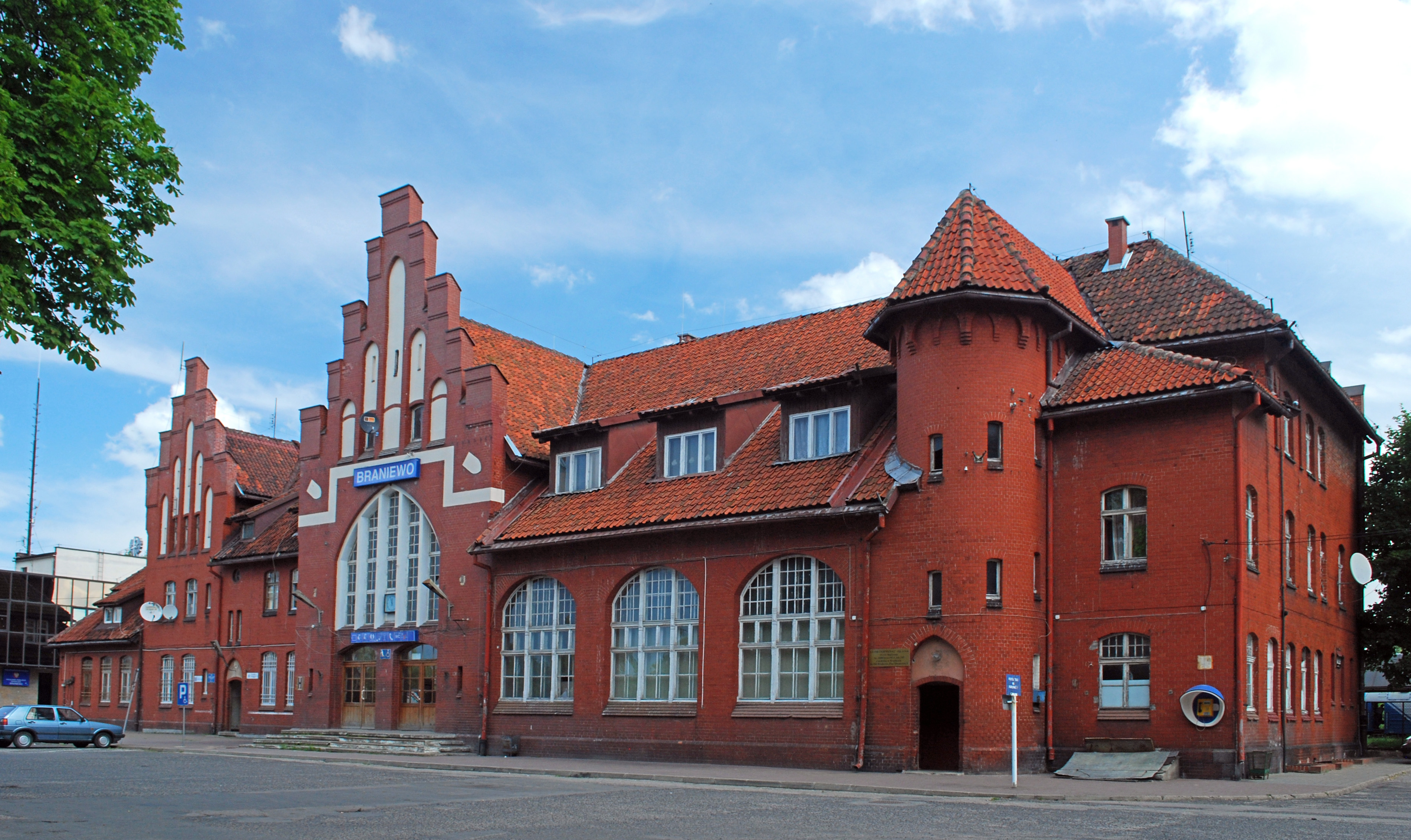
プロイセン邦有鉄道の旧駅舎

1852年のプロイセン東線の開業で、ブラウンスベルクはプロイセン王国の他の地方と鉄道でつながった。20世紀初頭の町は、ケーニヒスベルクに近い東プロイセンの学術の中心地であった。イエズス会の学院は1912年、ブラウンスベルク国立アカデミーに改組された。第二次世界大戦前には人口が2万1000人に達したが、宗派別にみるとその59%がカトリック、29%がプロテスタントであった。
第二次世界大戦で、市街は大部分が灰燼に帰した。3年半におよんだ凄絶な戦いののち、1945年1月13日、ソビエト軍が東プロイセンへの侵攻を開始し、1月26日にはブラウンスベルク北方のヴィスワ砂洲に到達した。2月に入ると、ブラウンスベルクのドイツの民間人は凍結した砂洲を渡り、対岸のダンツィヒ（グダニスク）かピラウ（バルチースク）を目指した。そしてそこからドイツの船舶に乗り込み、西へ脱出しようとした。ブラウンスベルクがソ連に占領されたのは3月20日のことだった。
激しい戦闘や無慈悲な破壊行為、大火によって、旧市街を含む町の80%が壊された。戦後はポツダム協定で定められた新しい国境線に基づき、ポーランド領となった。そのため、ポーランド人が移住してきたが、そのほとんどはソ連領となったポーランド東部の人々であった。

## ゆかりの人物

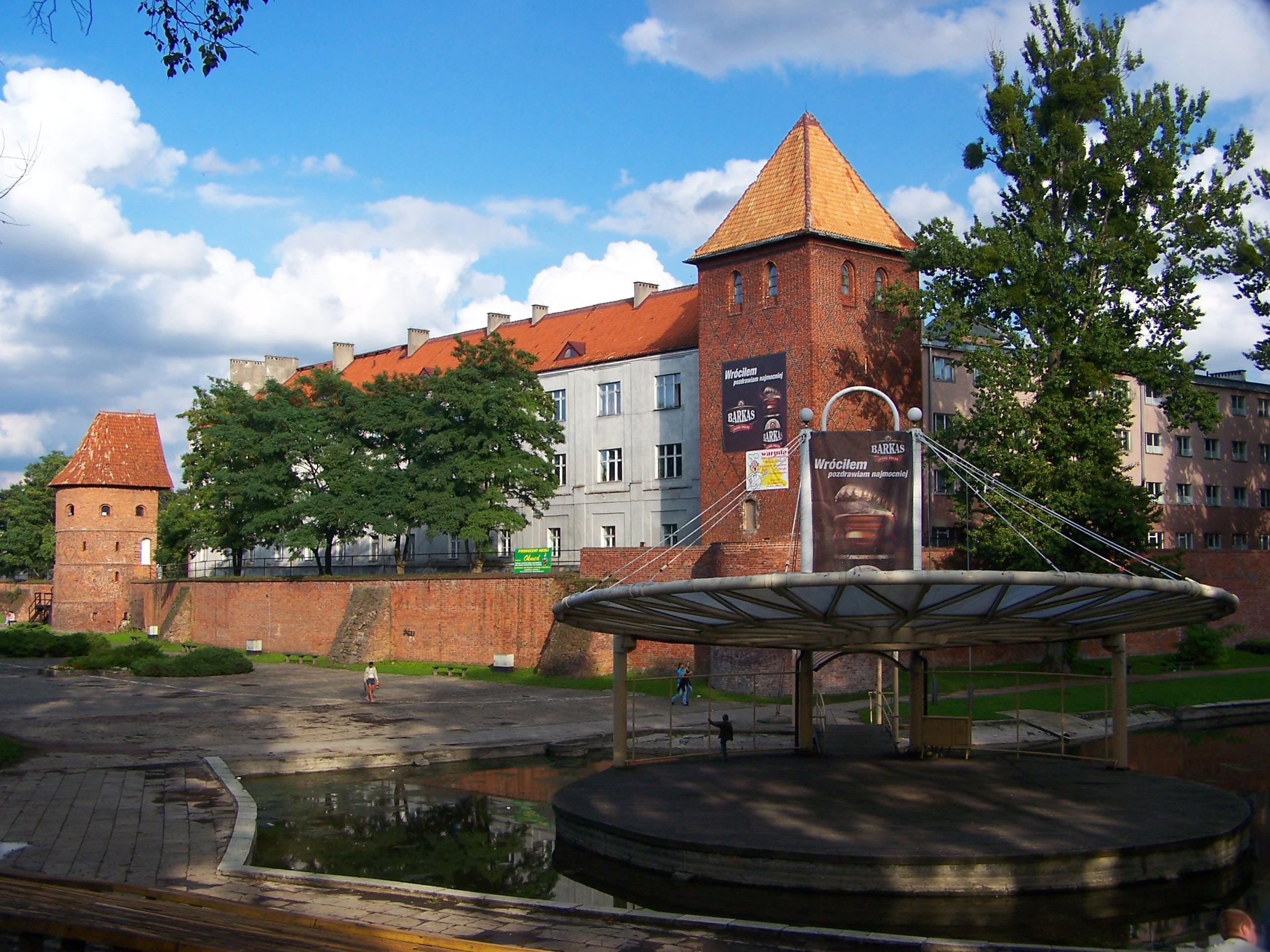
コレギウム・ホシアヌム

- スタニスワフ・ホジュシュ（1504年 - 1579年） ローマ・カトリックの聖職者
- アントニオ・ポッセヴィーノ（1522年 - 1613年） ローマ・カトリックの聖職者
- アンジェイ・ボボラ（1591年 - 1657年） ローマ・カトリックの聖職者
- アウグスト・ヴィリッヒ（1810年 - 1878年） ドイツの政治家、軍人
- カール・ワイエルシュトラス（1815年 - 1897年） 数学者
- グスタフス・フォン・テンプスキー（1828年 - 1868年） ジャーナリスト、兵士
- エリマー・クレブス（1852年 - 1918年） 歴史学者
- サムエル・オッペンハイム（1857年 - 1928年） 天文学者
- コンラート・ツーゼ（1910年 - 1995年） 技術者、発明家
- ライナー・バルツェル（1924年 - 2006年） ドイツの政治家
- ハルトムート・バッガー（1938年 - ） ドイツの軍人
- バルトシュ・ビャウコフスキ（1987年 - ） サッカー選手

## 姉妹都市
- ゼレノグラーツク（ロシア）
- ミュンスター（ドイツ）